# IEEE 802.1Q
IEEE 802.1Q は、MACブリッジ(ネットワークスイッチ)の動作を規定する規格。またその規格策定を行うIEEE 802.1標準化委員会のタスクグループ。
規格名称の語としては、1998年の初版以来、長らくその代表的な仕様であったタグVLANとほぼ同義に用いられていた。2014年の改版以降はIEEE 802.1Dと統合され、MACブリッジを基盤とした各種機能が規定されている。

## 改定履歴
IEEE 802.1Qは、追加拡張のプロジェクトが盛んに活動しており、それぞれのグループがまとめた仕様をいずれも取り込む形で改版を続けている。2023年現在、以下の版がある。
- IEEE 802.1Q-1998: "Virtual Bridged Local Area Networks" として初版リリース
- IEEE 802.1Q-2003
- IEEE 802.1Q-2005
- IEEE 802.1Q-2011
- IEEE 802.1Q-2014: "Bridges and Bridged Networks" に改称
- IEEE 802.1Q-2018
- IEEE 802.1Q-2022

1998年の初版では、タグVLANの仕様が規定された。この仕様は、規格名称から「Dot-1Q VLAN」と呼ばれることがある。
2002年に IEEE 802.1s では、STP (スパニングツリープロトコル)をVLAN用に拡張した MSTP (Multiple STP)が規定された。この機能は2003年版に取り込まれている。
2005年に IEEE 802.1ad では、VLANの二重タグが規定された。この機能は2011年版に取り込まれている。
2007年に IEEE 802.1ak として規定された Multiple Registration Protocol (MRP) とそのVLAN版である MVRP (Multiple VLAN Registration Protocol)では、トランクポートを使用するそれぞれのVLANについて動的に登録や削除ができるようになった。従来のGARP (Generic Attribute Registration Protocol) や GVRP (VLAN用GARP) よりも高速な処理が可能なものとして提案された。この機能は2011年版に取り込まれている。
2011年に IEEE 802.1Qbb として規定された PFC (Priority-based Flow Control)では、優先度別のフロー制御が可能となった。この機能は2014年版に取り込まれている。
2012年に IEEE 802.1aq として規定された SPB (Shortest Path Bridging)では、複数経路接続や経路負荷分散が可能となり、4096×4096個のVLANが扱えるようになった。この機能は2014年版に取り込まれている。
2014年版ではIEEE 802.1Dに含まれていた以下の内容がすべて取り込まれ、以降も802.1Qとして維持管理されている。
- MACブリッジ基本動作: フレーム送受[5]、転送処理[6]、アドレス学習[7]、フィルタリング[8]
- MACブリッジ管理機能: MACアドレスエントリ[9]、転送統計[10]、フィルタリングエントリ[11]、STP状態[12]
- スパニングツリープロトコル: RSTP仕様[13]、BPDU書式[14]